# Pullenried
Pullenried ist ein Ortsteil der Stadt Oberviechtach im Oberpfälzer Landkreis Schwandorf in Bayern.

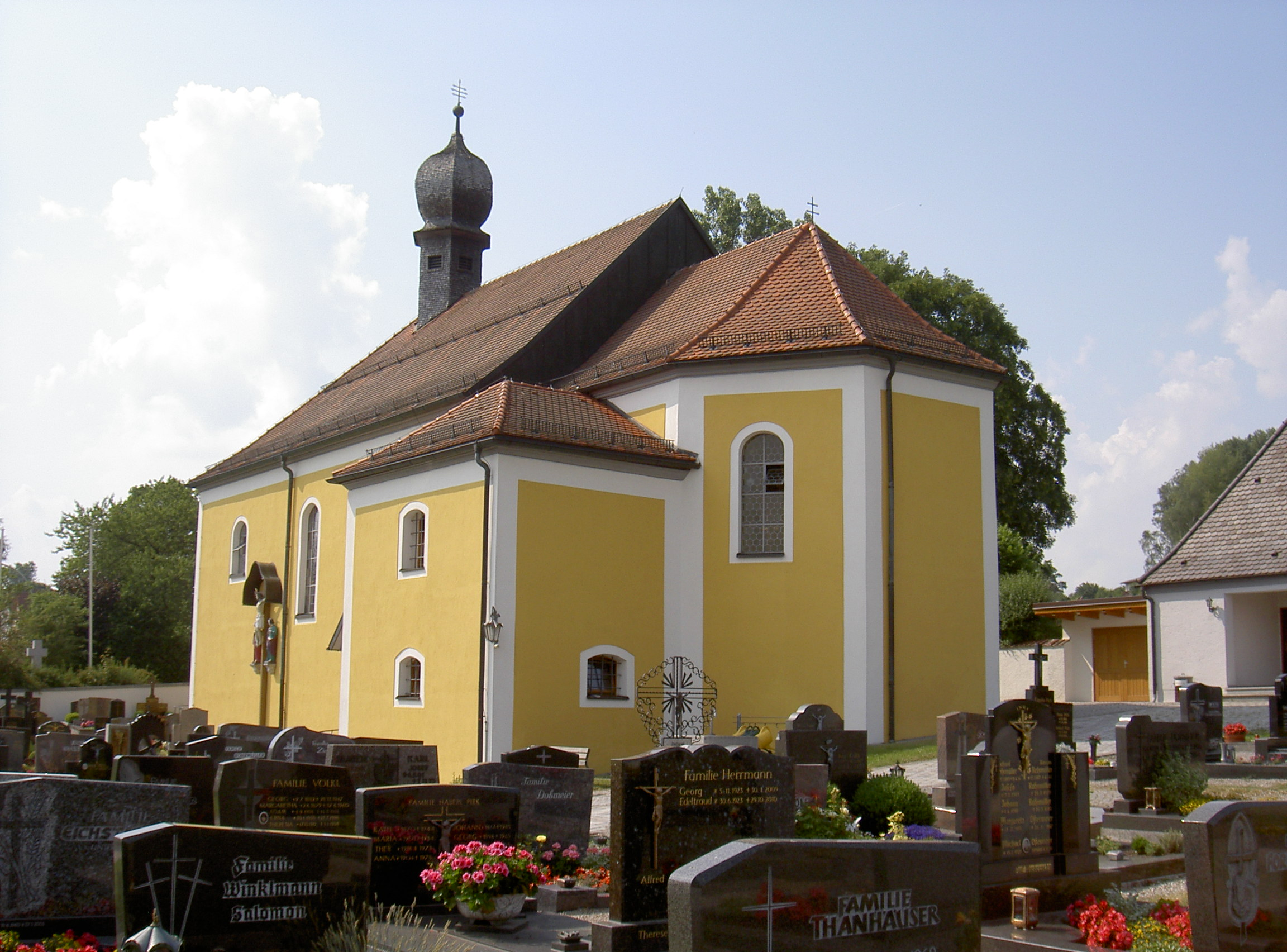
Pullenried Kirche St. Vitus

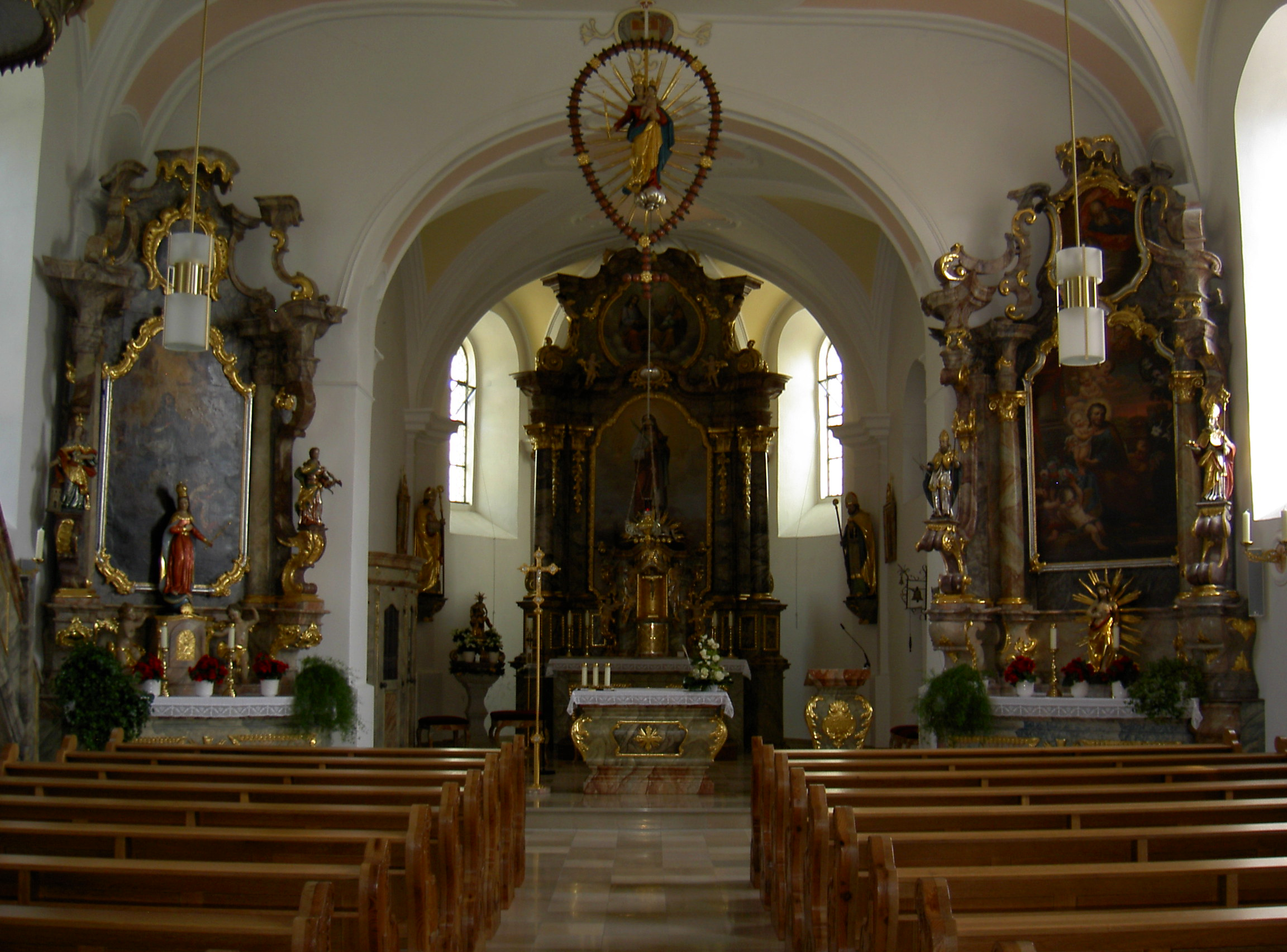
Pullenried Kirche innen

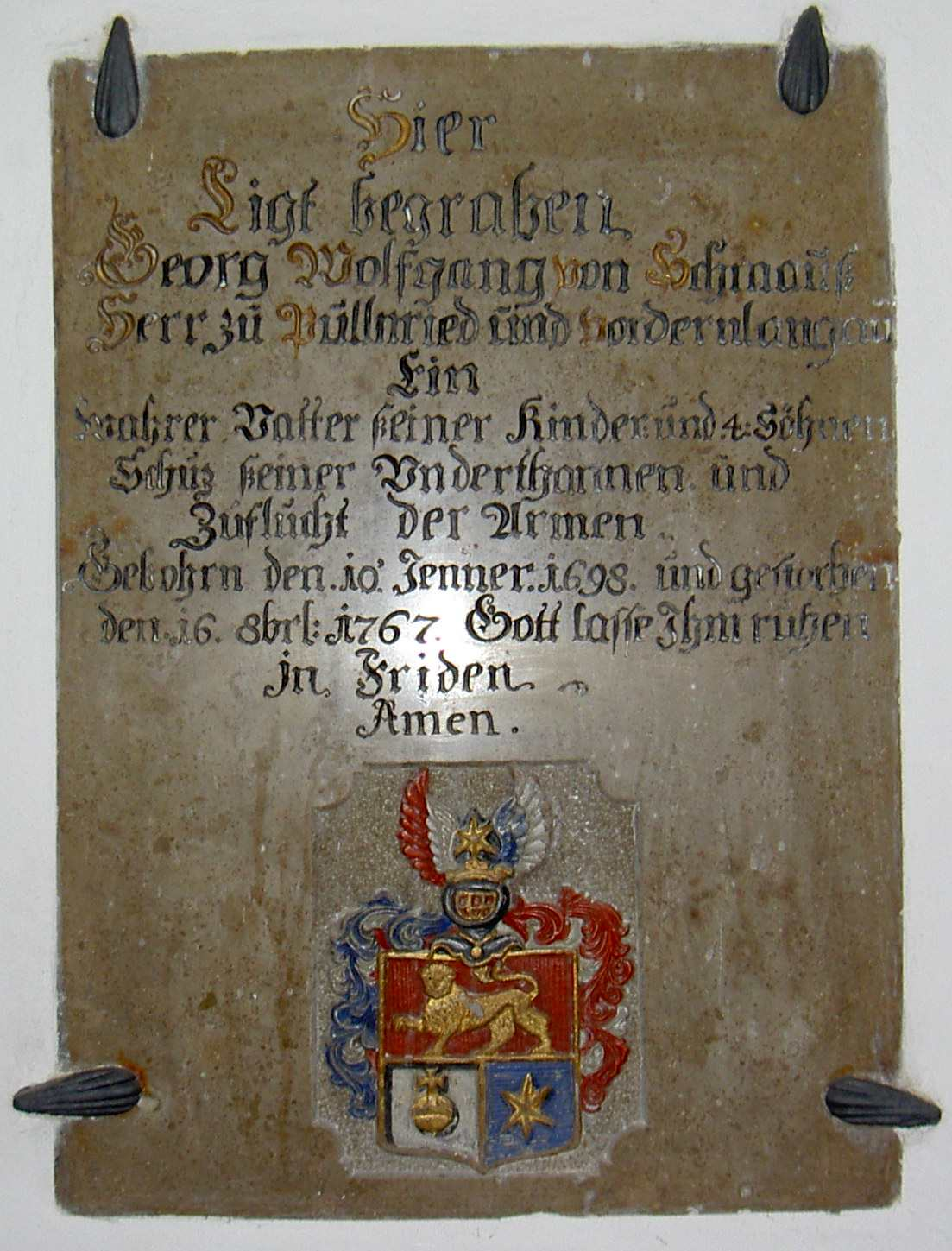
Pullenried Grabplatte in der Kirche

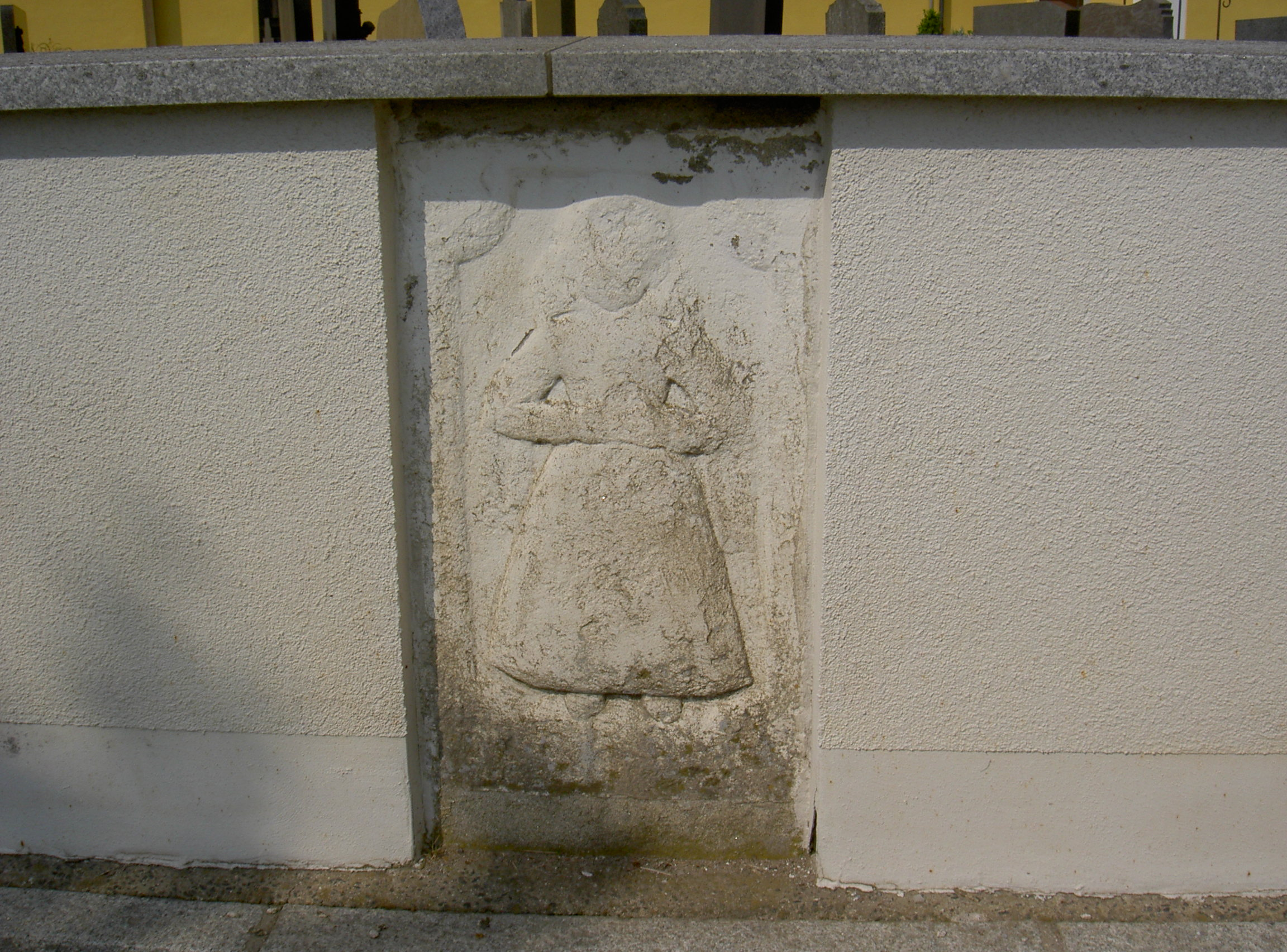
Pullenried Grabplatte an der äußeren Friedhofsmauer

## Geographische Lage
Pullenried liegt umgeben von Wiesen und Feldern auf sanft von Nordwesten nach Südosten ins Murachtal abfallenden Hängen an der Staatsstraße 2160 etwa zwei Kilometer nordöstlich von Wildeppenried.

## Geschichte
Im Pfarreienverzeichnis von 1350 wurde Pullenried (als Pülnreuth) aufgeführt, nicht aber Wildeppenried. 1398 wurden Pullenried (als Pulenrewt) und Wildeppenried (als Eppenrewt) in der Vikariatsrechnung beide als Seelsorgestellen erwähnt. 1438 wurde die Pfarrei Pullenried als verwüstet und aufgelöst bezeichnet. Nachdem das Gebiet durch die Hussiten verwüstet worden war, wurde 1526 Wildeppenried der Pfarrei Teunz zugeordnet. Mit der Reformation kamen Pullenried und Wildeppenried 1556 als Filialen zur Pfarrei Schönsee. Pullenried hatte zwischen 1570 und 1625 eigene evangelische Geistliche. 1616 gab es eine Schule für Pullenried und Wildeppenried. Diese Schule ging 1643 wegen Geldmangels ein.
Durch den Dreißigjährigen Krieg wurden Pullenried und die anderen Orte der Umgebung fast völlig entvölkert.
Bei der Gegenreformation 1665 wurde Pullenried als Pfarrei aufgeführt und zuerst von Oberviechtach, ab 1697 von Teunz aus mitbetreut. Im Verlauf des Spanischen Erbfolgekrieges wurde Anfang des 18. Jahrhunderts wiederum die ganze Gegend um Pullenried zerstört und geplündert. Der Hofmarksinhaber von Pullenried Johann Albrecht Erdmann Portner von Theuern kaufte 1720/1721 ein Pfarrhaus und besserte die Pfründe aus. Nun wurde Pullenried mit einem Pfarrer besetzt. 1749 wurde das Landsassengut Pullenried an Georg Wolfgang Schmauß – ehemaliger Glasmeister von Plöß – wegen erwiesener Tapferkeit verliehen. Dessen Sohn Georg Michael von Schmauß richtete in Plechhammer eine Spiegelschleiffabrik ein. Reste des Landsassengutes Pullenried wurden 1836 an Georg Dobmeier verkauft.
Zum Stichtag 23. März 1913 (Osterfest) hatte der Ort Pullenried 42 Häuser und 256 Einwohner. Die gesamte Pfarrei Pullenried, zu der auch die Orte der ehemaligen Gemeinde Langau gehören, hatte zu diesem Stichtag 1361 Katholiken und keine Nichtkatholiken.
Am 31. Dezember 1969 hatte die Gemeinde Pullenried 76 Häuser, 336 Einwohner und eine Fläche von 537 ha, davon 145 ha Wald. Zu ihr gehörten:
Plechhammer mit Sägewerk (7 Häuser),
Neumühle mit Sägewerk (1 Haus),
Weißbach (2 Häuser),
Hannamühle (1 Haus).
Am 31. Dezember 1990 hatte der Ort Pullenried 228 Katholiken. Die gesamte Pfarrei Pullenried hatte zu diesem Stichtag 585 Katholiken und 37 Nichtkatholiken.
Die 1913 noch zur Pfarrei Pullenried gerechnete Expositur Wildeppenried wurde 1990 extra aufgeführt mit 554 Katholiken und 16 Nichtkatholiken.
Heute (2013) gehört Pullenried zur Pfarrei Oberviechtach im Dekanat Neunburg-Oberviechtach.

## Kultur und Sehenswürdigkeiten
- Die Pfarrkirche St. Vitus wurde um 1700 erbaut und besitzt eine barocke Ausstattung.[9] Ihre Südseite schmückt eine Kreuzigungsgruppe aus dem 19. Jahrhundert. An der Friedhofsaußenmauer befinden sich Grabplatten des frühen 17. Jahrhunderts.[10]
- Das ehemalige Hammerschloss ist jetzt eine Landgaststätte. Es stammt im Kern aus dem 16. Jahrhundert. Der Satteldachbau hat einen Südgiebel mit Steherker. Über dem Westportal befindet sich ein Wappenstein mit dem Wappen der Herren von Schmauß.[11]
- Im Haus Pullenried 39, einem Gebäude mit flachem Walmdach, befand sich die Forstdienststelle.[12]
- Pullenried 8 ist ein Wohnstallhaus aus dem 18./19. Jahrhundert.[13]
- Pullenried 37 ist ein Satteldachhaus von 1881.[14]